# Забаряны
Забаряны (укр. Забаряни) — село,
Надержинщинский сельский совет,
Полтавский район,
Полтавская область,
Украина.
Код КОАТУУ — 5324083503. Население по переписи 2001 года составляло 13 человек.
Данный населённый пункт принадлежал древнему аристократическому роду Забарянских, откуда и происходит название села. После Полтавской битвы владение перешло к Забарянским. Алексей Забарянский отличился в этом сражении, убив 17 шведов и захватив три пушки. За свои заслуги он получил от Петра I в награду Забаряны.

## Географическое положение
Село Забаряны находится в 1-м км от правого берега реки Свинковка,
выше по течению на расстоянии в 2,5 км расположено село Березовка,
ниже по течению на расстоянии в 1 км расположено село Кованьковка.
Село окружено большим лесным массивом урочище Пивнево Озеро (сосна).